# Softwarelicens
| Public Domain           | Non-Protective FOSS license | Protective FOSS License | Protective FOSS License | Proprietary License    | Trade Secret        |
| All rights relinquished | ← more rights granted       | ← more rights granted   | more rights retained →  | more rights retained → | All rights retained |

Software-licenser i forbindelse med ophavsret i henhold til Mark Webbink. Fra venstre til højre, færre rettigheder for en licenstager/brugeren af en software-og flere rettigheder, der opbevares af ejeren
En software licens er et juridisk instrument (som regel ved hjælp af aftaleretten, med eller uden trykt materiale) for benyttelse eller videredistribution af software. I henhold til den amerikanske ophavsretslov er alt software ophavsretligt beskyttet, både i kildekode og objektkode former. Den eneste undtagelse er software i det offentlige domæne. En typisk software-licensen giver licenstageren, typisk en slutbruger, tilladelse til at bruge en eller flere kopier af softwaren på måder, hvor en sådan brug ellers potentielt ville udgøre en ophavsretlig krænkelse af softwareejerens eksklusive rettigheder, i henhold til ophavsretten.

## Fri og open-source software licenser
Der er flere organisationer i FOSS domæne, der laver retningslinjer og definitioner om software-licenser. Free Software Foundation fastholder ikke-udtømmende lister af softwarelicenser efter The Free Software Definition og licenser, som FSF mener er ikke-gratis af forskellige årsager. FSF skelner desuden mellem fri software-licenser, der er forenelige eller uforenelige med valgte  FSF licenser, copyleft GNU General Public License. The Open Source Initiative definerer en liste af certificerede open-source licenser efter deres Open Source-Definition. Også Debian-projektet har en liste over de licenser, der følger deres Debians Retningslinjer for Fri Software.